# Stele İslahiye 1

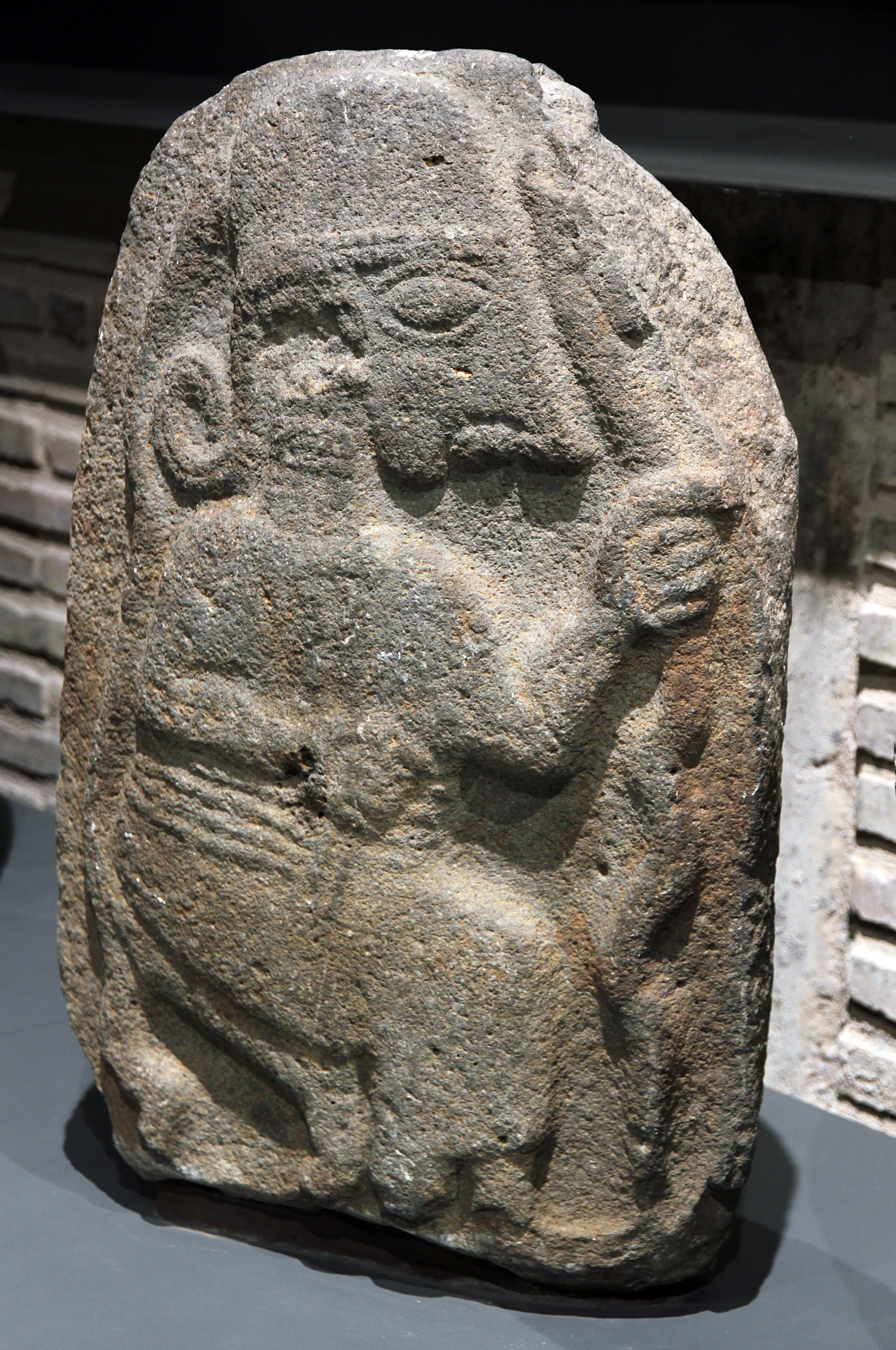
İslahiye 1

Die Stele İslahiye 1 ist ein späthethitisches Monument aus İslahiye in der südlichen Türkei aus dem 9. Jahrhundert v. Chr. Sie ist im Archäologischen Museum Adana ausgestellt und hat die Inventarnummer 2215.

## Herkunft
Die Stele wurde 1940 auf dem Gipfel des Berges Kazdağ bei İslahiye in der südtürkischen Provinz Gaziantep entdeckt. Sie war auf einem islamischen Friedhof zweitverwendet worden. Gleichzeitig wurde im selben Fundkontext eine weitere Stele İslahiye 2 gefunden.

## Beschreibung
Die Stele ist aus Basalt und hat eine Höhe von 0,70 Metern und eine Breite von 0,50 Metern. Das Relief ist verhältnismäßig hoch gearbeitet und die Kanten sind abgerundet. Dargestellt ist eine sitzende, nach rechts gewandte, bartlose männliche Figur. Sie trägt ein gegürtetes, bis zu den Knöcheln reichendes Gewand, der Kopf ist mit einer halbrunden Kappe bekleidet, aus der hinten eine Haarlocke herabhängt. Die linke, vorgestreckte Hand hält einen mehrfach gebogenen Stab, die rechte liegt vor der Brust. Die Proportionen der Körperteile wirken sehr realitätsfremd, der Kopf ist übertrieben groß dargestellt, Stirn und Nase bilden eine gemeinsame Profillinie. Der deutsche Vorderasiatische Archäologe Winfried Orthmann schreibt in seinen Untersuchungen zur späthethitischen Kunst: „Die Zeichnung des Umrisses wirkt sehr ungeschickt, darin zeichnet sich wohl eine geringe Qualität der Arbeit ab.“ Die Abbildung einer sitzenden Figur erinnert an die zahlreichen Speiseszenen in der späthethitischen Reliefkunst. Orthmann datiert sie in die Periode Späthethitisch II und damit ins 9. Jahrhundert v. Chr.